# Chiesa dei Santi Pietro e Paolo (Biasca)

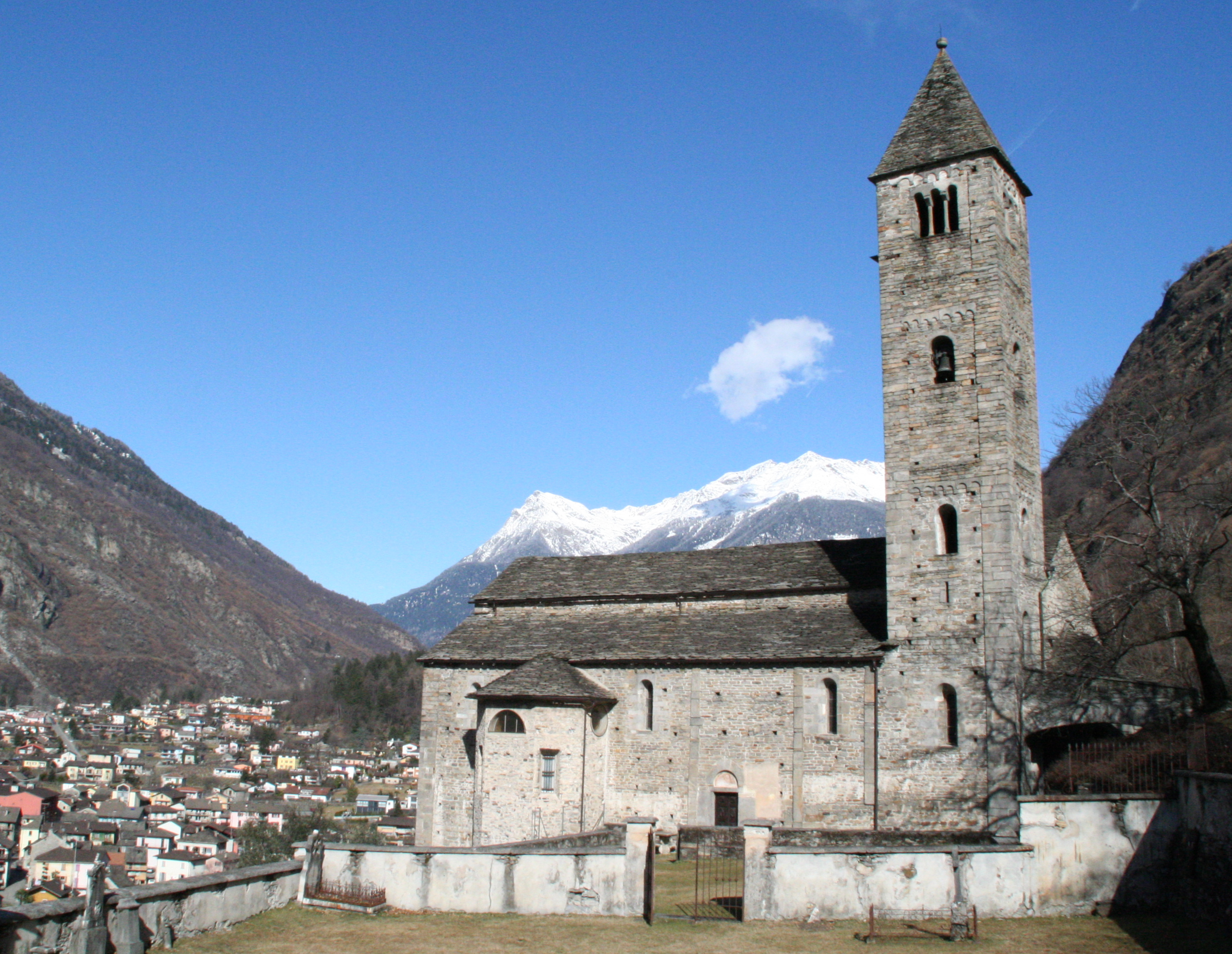
Südseite

Die Kirche der heiligen Peter und Paul (ital. Chiesa dei Santi Pietro e Paolo) steht östlich oberhalb des Dorfes Biasca auf einer Felsrippe im schweizerischen Kanton Tessin. Sie wurde zwischen dem Ende des 11. und dem Anfang des 12. Jahrhunderts erbaut und gilt mit ihrer Galerie von Wandmalereien aus verschiedenen Epochen als eines der bedeutendsten romanischen Bauwerke in der Schweiz.

## Geschichte
Als Schnittpunkt der drei so genannten ambrosianischen Täler Leventina, Blenio und Riviera war Biasca die Mutterkirche, die die Christen in den umliegenden Tälern betreute.
Von einer Priesterschaft in Biasca berichtet ein Dokument aus dem Jahr 830 im Kloster von Pfäfers. Das Blatt, auf dem die Gläubigen aufgeführt waren, die in der Messe erwähnt werden mussten, wird heute in der Bibliothek des Klosters von St. Gallen aufbewahrt. Im 12. Jahrhundert ist die Existenz eines Domkapitels und einer Propstei nachgewiesen.

## Beschreibung

### Außenbau
Die Kirche ist durch eine lange Treppe vom alten Dorfkern aus erreichbar. Zwei Freitreppen führen zum Hauptportal; sie wurden 1685 anstelle von schmaleren älteren gebaut. Das Säulenportal mit Säulen und Kapitellen in toskanischem Stil, das den Eingang schützt, stammt aus dem Jahr 1732. Die Frontfassade wird durch sechs Blendarkaden gegliedert, darüber liegt ein Doppelbogenfenster. Das grosse Bild neben dem Eingang ist in schlechtem Zustand; es zeigt eine Darstellung des Christophorus.
An der Nordfassade zeigt sich, dass die bergseitige Chorpartie mit seiner halbrunden Apsis direkt auf den Fels gebaut ist und das westliche Schiff auf einem aufgemauerten Sockel steht. Das Mauerwerk entspricht demjenigen der Hauptfassade und ist durch hohe Blendarkaden gegliedert. Im Wechsel sind schmale einbogige Fenster in die Mauer eingelassen. Eine nachträglich eingebaute Tür stört das Fresko des Abendmahls im Inneren.
Die Südfassade besteht aus anderem Mauerwerk. Die Kapelle, die mit einer Archivolte überragte und ebenfalls nachträglich eingebaute Tür und der Glockenturm lassen keinen einheitlichen Eindruck aufkommen. Im Süden liegt auch der ehemalige Friedhof.
Der Kirchturm mit quadratischer Basis erhebt sich über vier Stockwerke. Ein-, zwei- und dreibogige Fenster sind in den oberen Stockwerken mit Lisenen überdeckt. Die Uhr an der Westseite wurde im 17. Jahrhundert angebracht.
|  |  |  |

### Innenraum

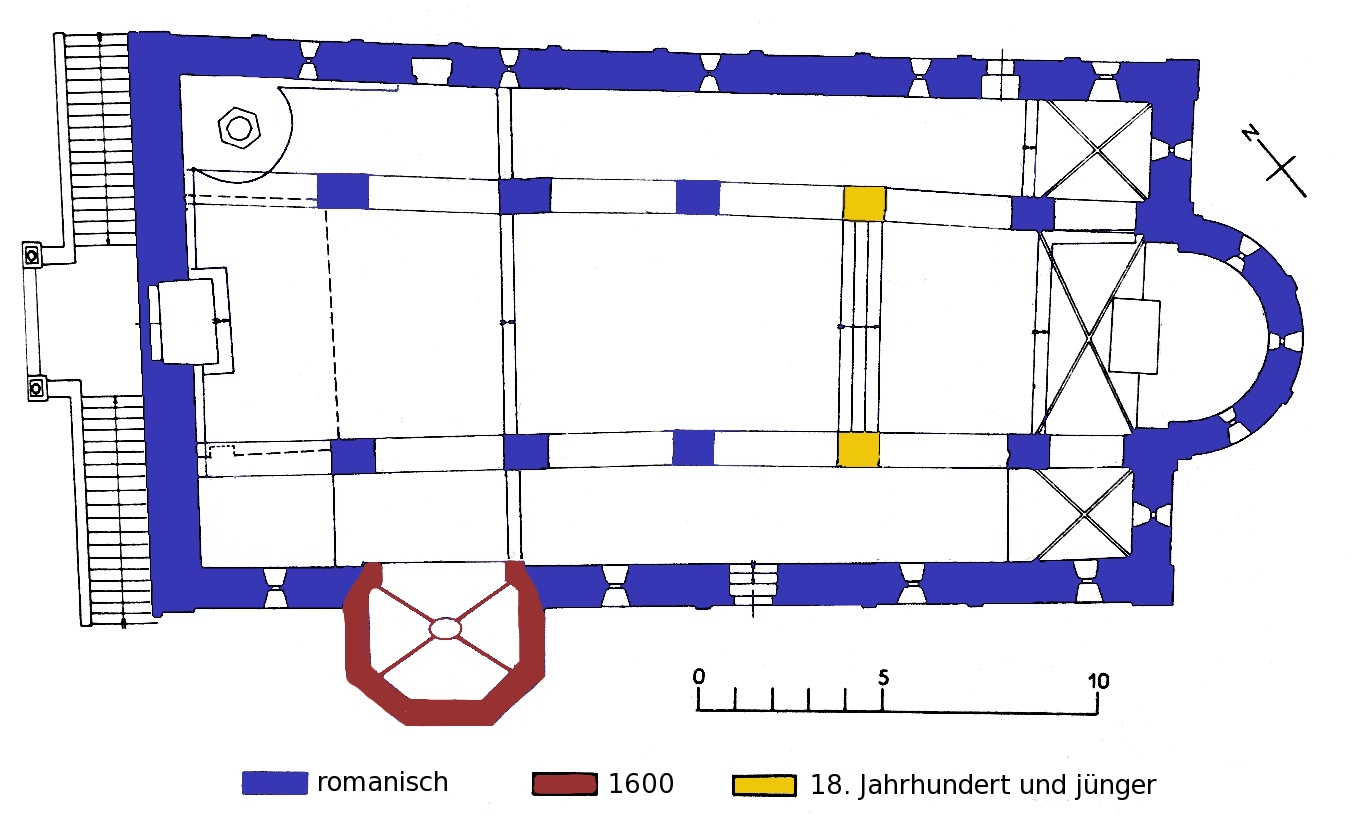
Plan

Die mit einem flachen Holzdach gedeckte romanische Basilika wird durch fünf Paare quadratischer Säulen in drei Schiffe aufgeteilt und entspricht in ihrem Grundriss einer frühchristlichen Basilika. Die hohen Wände des Mittelschiffs sind fensterlos, die äusseren Schiffe werden durch schmale Bogenfenster gegliedert. Eine besondere Wirkung des kargen und ernsten Raumes entsteht durch den gegen den Chor hin ansteigenden Boden; bedingt durch den an einem steilen Hang gelegenen Bauplatz, der auch eine genaue Ostung des Gebäudes verhinderte. Das ansteigende Niveau wird durch Stufen am zweiten und am vierten Pfeilerpaar überwunden. Zudem verengen sich das mittlere und südliche Schiff gegen Osten, das nördliche Schiff hingegen verengt sich nach Westen.
Die jetzige Gestalt der bergseitigen östlichen Partie geht auf das 12. Jahrhundert zurück: Je das letzte Joch auf jeder Seite wurde mit einem Kreuzgewölbe überdeckt, zusammen bilden sie dadurch eine Art eingezogenes Querschiff mit drei Kapellen. Im Chor springt die halbrunde Apsis nach aussen vor. Flache bemalte Kassettendecken aus Holz ersetzen die barocken Tonnen- und Kreuzgratgewölbe.
Im 16. und 17. Jahrhundert wurden aussen und innen umfangreiche Umbauten vorgenommen; auch der Boden wurde nivelliert. Um 1600 entstand im Auftrag des Cavaliere Giovanni Battista Pellanda (1541–1615) die polygonale Rosenkranzkapelle an der Südseite. Pellanda war eine einflussreiche Persönlichkeit Biascas. Seine Grabplatte ist neben der Kapelle angebracht.
Bei Restaurierungsarbeiten zwischen 1955 und 1967 unter der Leitung des Architekten Alberto Camenzind wurden die meisten Umbauten im Inneren rückgängig gemacht und die romanischen Bauteile wieder hervorgehoben. Auch die Nivellierung des Bodens wurde rückgängig gemacht und der Boden mit Granitplatten gedeckt.

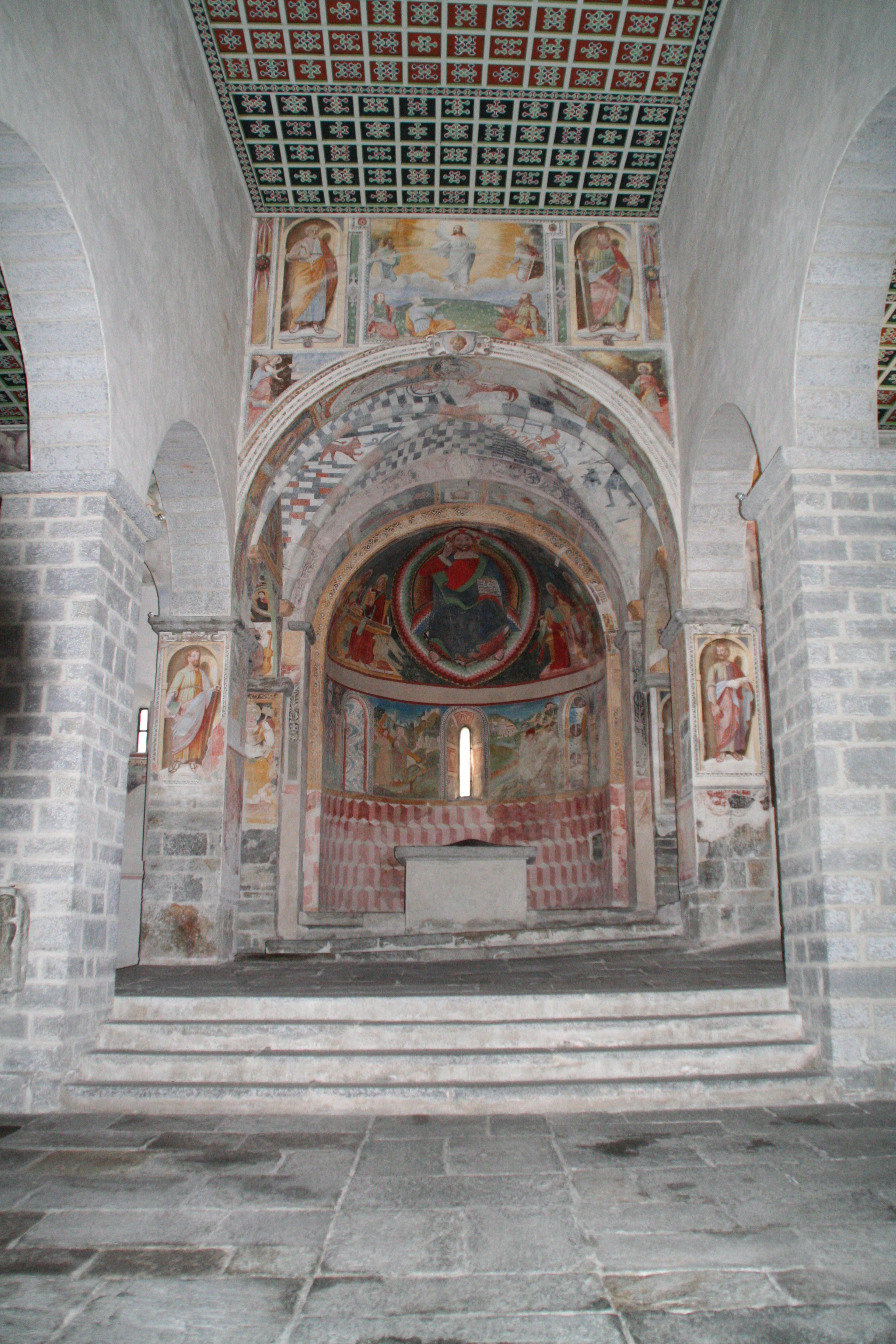
Blick zum Chor mit Apsis
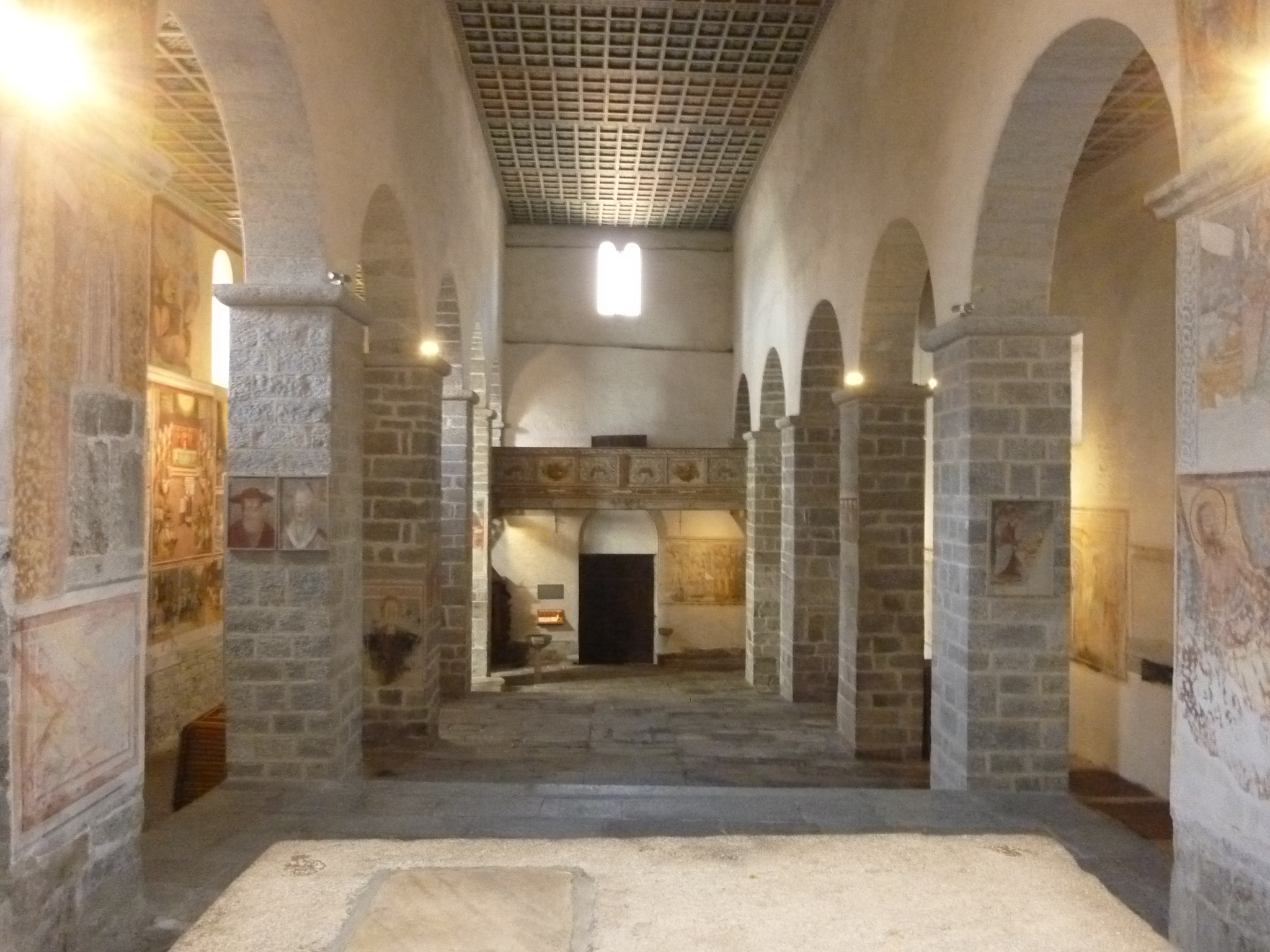
Innenraum
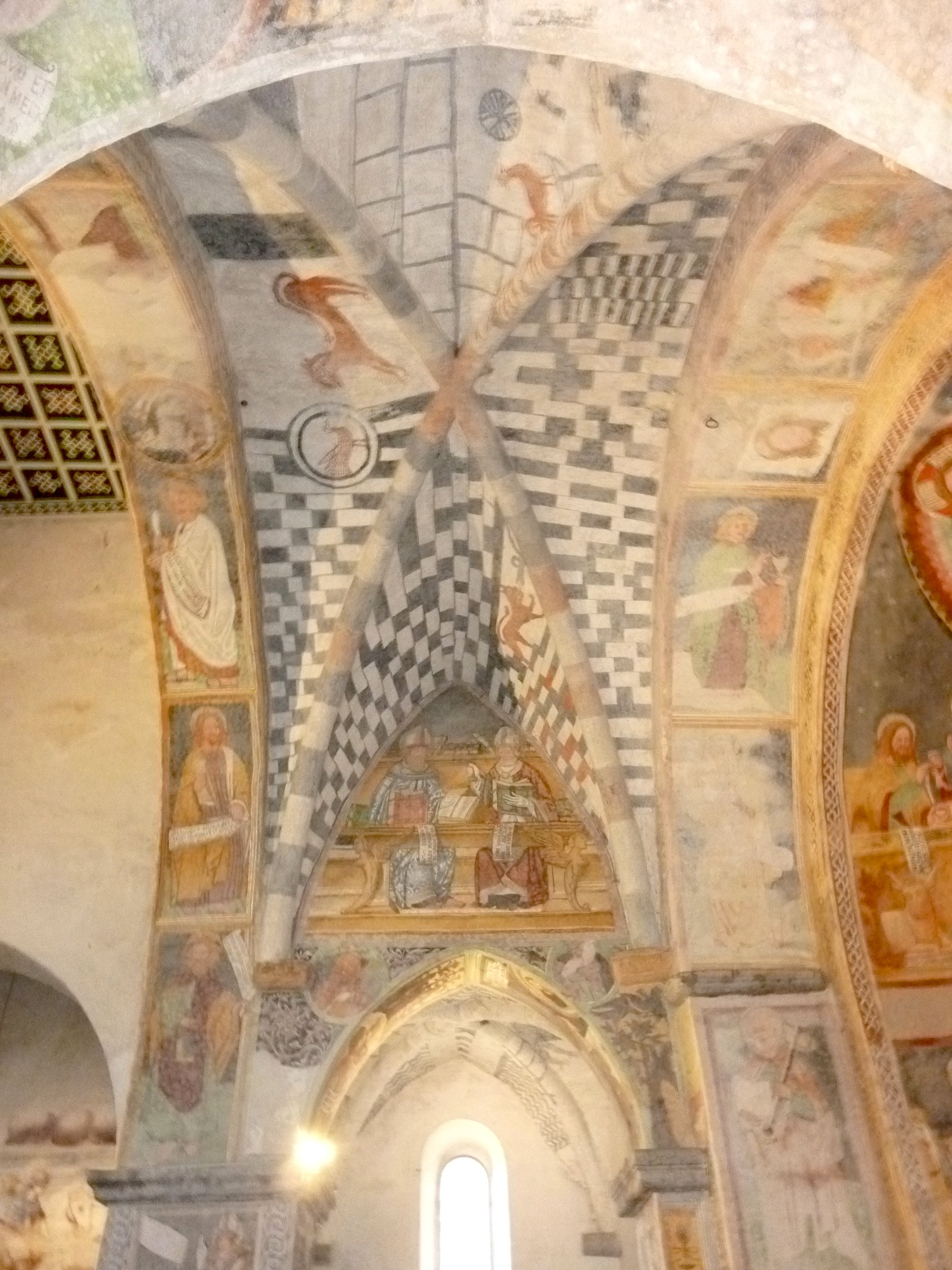
Kreuzgewölbe

## Bilder
Die zahlreichen Fresken stammen aus dem 13. bis zum 17. Jahrhundert. Die ältesten sind schachbrettartige Grisaillemalereien in den Kreuzgewölben. Die anderen Fresken stammen mehrheitlich aus dem 15. Jahrhundert und bedecken Wände und Pfeiler. Die Bilder stammen von verschiedenen Malern, deren Namen nicht bekannt sind. Ausnahmen sind Werke von Antonio da Tradate, Nicolao da Seregno sowie aus der Schule der Tarilli. 
Das grosse Fresko mit Darstellungen aus dem Leben von Karl Borromäus stammt von Alessandro Gorla aus dem Jahr 1620. Es wurde von Giovanni Basso (1552–1629) in Auftrag gegeben, der 43 Jahre lang Propst in Biasca war und dadurch den Heiligen würdigen wollte.

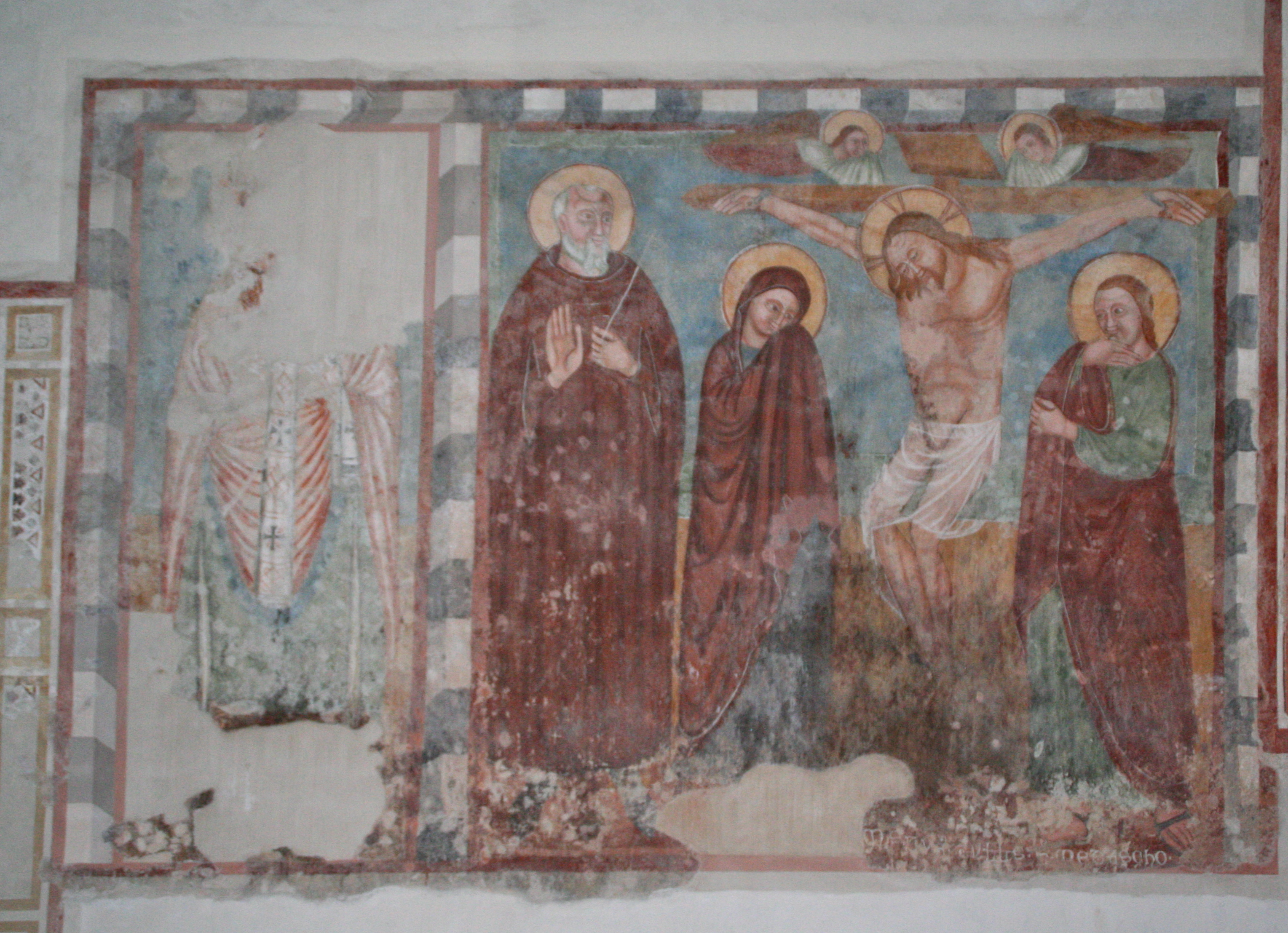
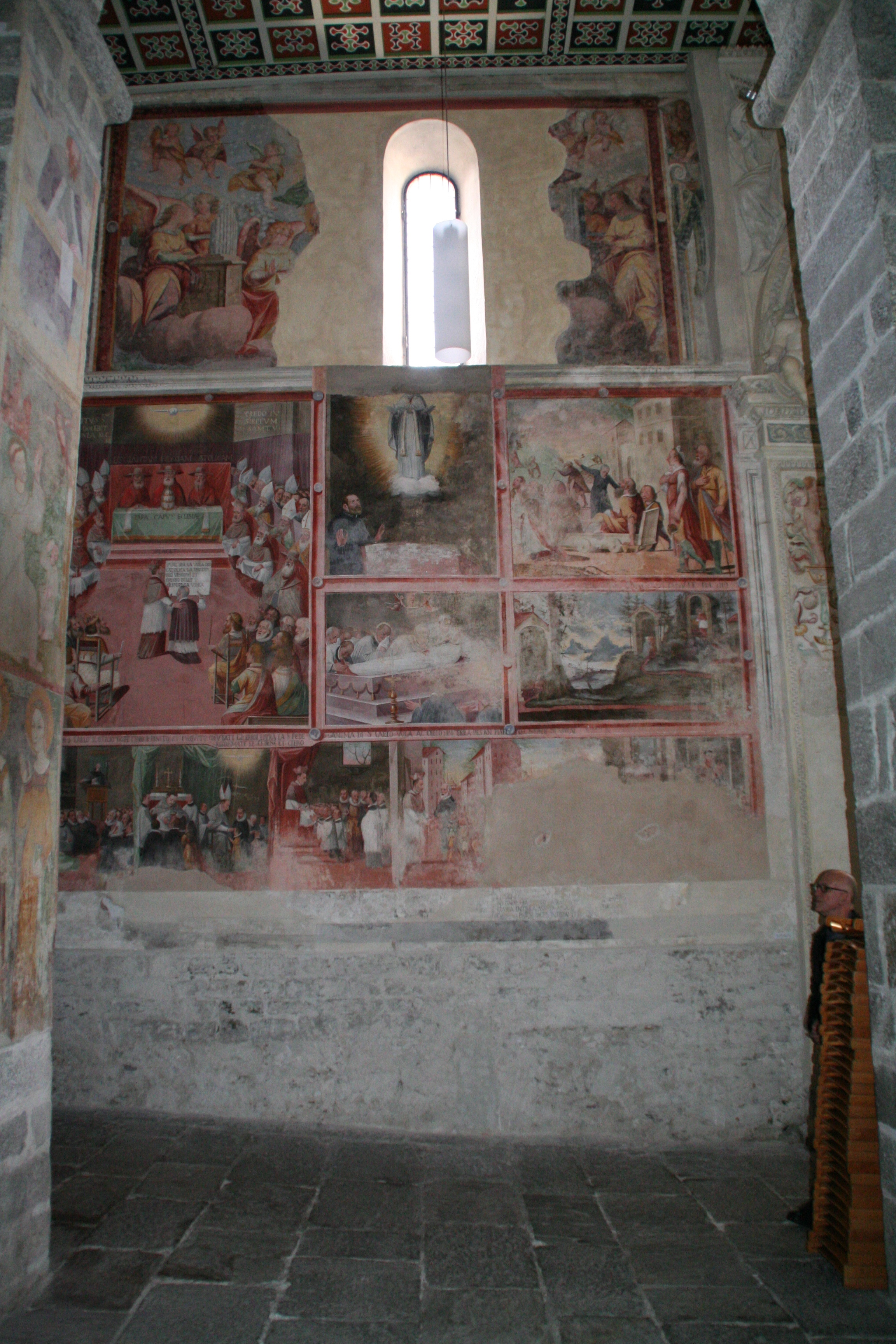
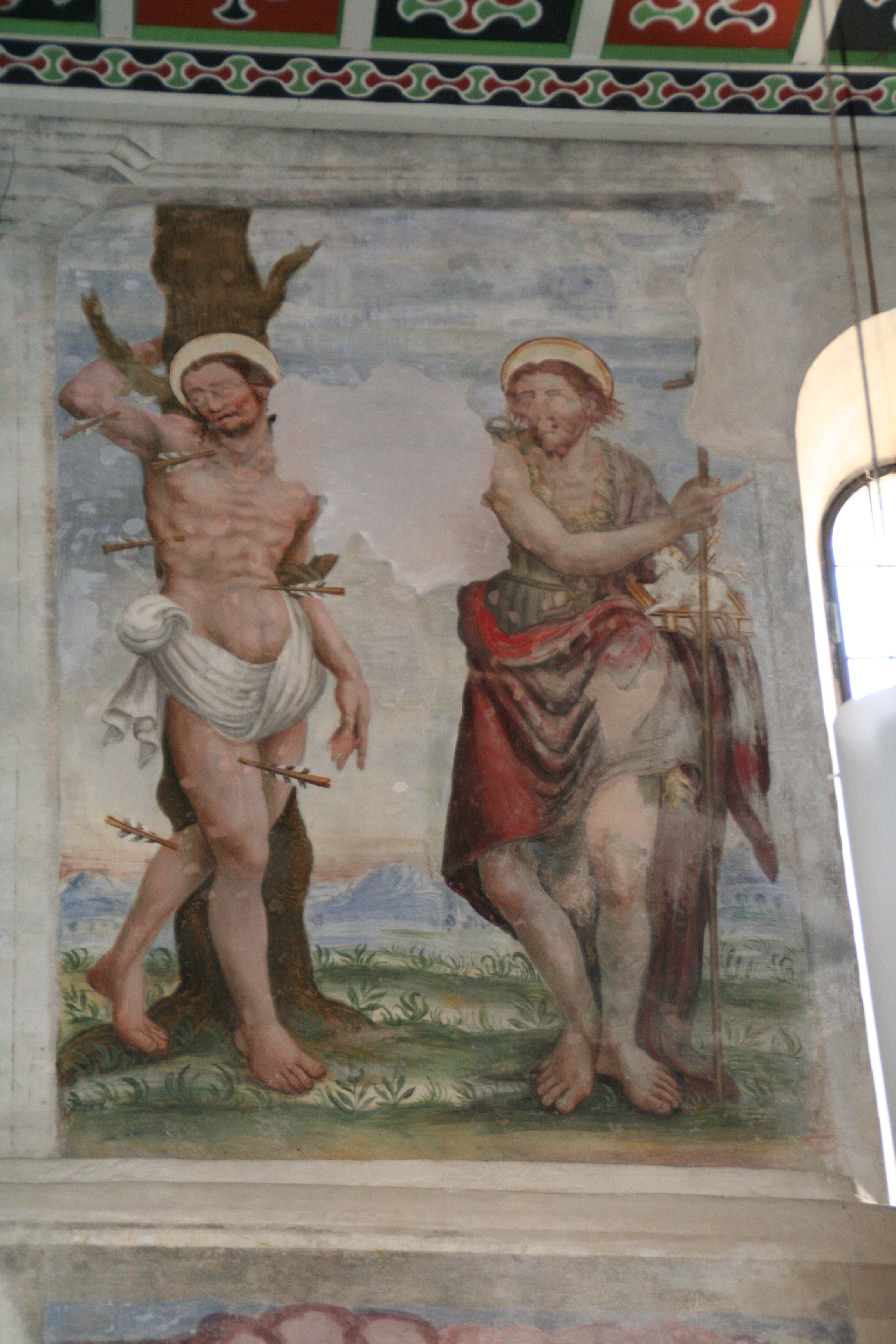
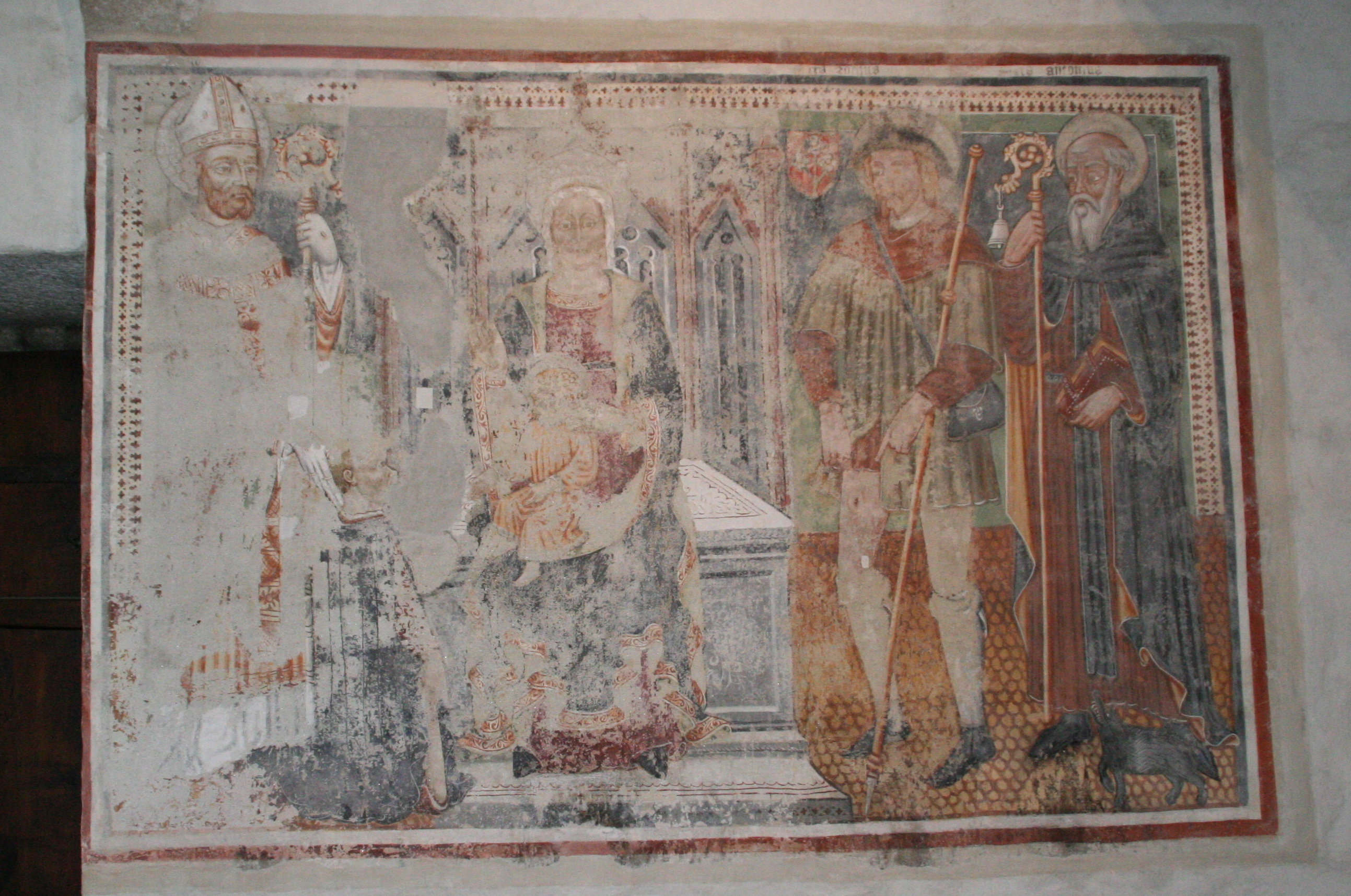

## Kreuzweg

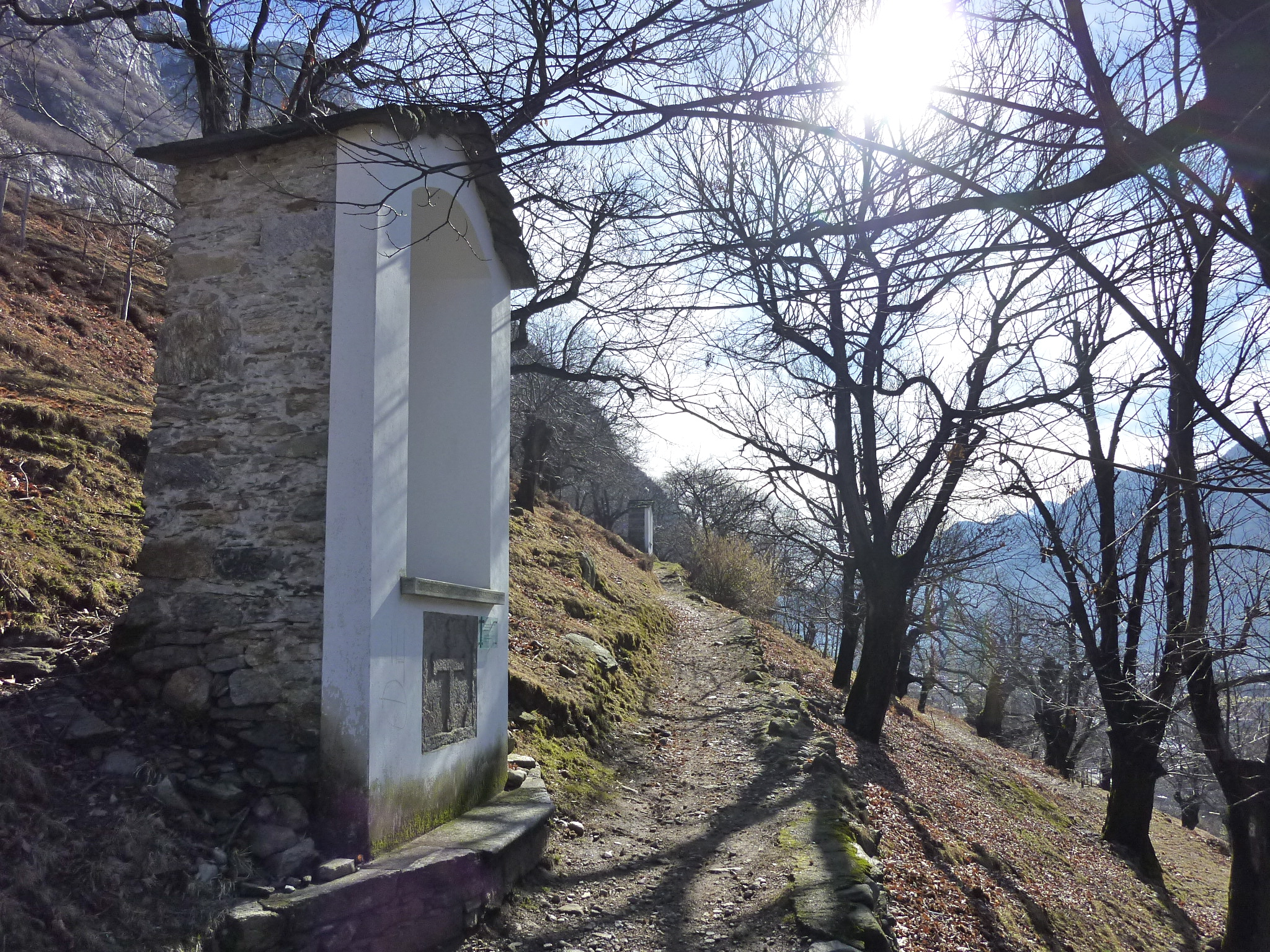
Kreuzweg

Bei San Pietro e Paolo beginnt ein Kreuzweg.  Die 14 Kapellen wurden 1742 gebaut; 1998 wurden sie renoviert. Anstelle von fast verschwundenen Fresken wurden Mosaike zeitgenössischer Tessiner Künstler eingesetzt. Der Kreuzweg kann in einer halben Stunde zurückgelegt werden. Er führt durch einen Kastanienwald zum Oratorium Santa Petronilla.